# السعيدية (الشرقية)
قرية السعيدية هي إحدى القرى التابعة لمركز بلبيس في محافظة الشرقية في جمهورية مصر العربية. حسب إحصاءات سنة 2006، بلغ إجمالي السكان في السعيدية 8394 نسمة، منهم 4344 رجل و4050 امرأة.

## التاريخ
قرية السعيدية من القرى القديمة، حيث وردت باسم «المحروقة» في أعمال الشرقية ضمن قرى الروك الصلاحي التي أحصاها ابن مماتي في كتاب قوانين الدواوين، كما وردت «المحروقة» في أعمال الشرقية ضمن قرى الروك الناصري التي أحصاها ابن الجيعان في كتاب «التحفة السنية بأسماء البلاد المصرية». وفي العصر العثماني ورد اسمها في التربيع العثماني الذي أجراه الوالي العثماني سليمان باشا الخادم في عصر السلطان العثماني سليمان القانوني ضمن قرى ولاية الشرقية، وفي تاريخ 1228هـ/1813م الذي عدّ قرى مصر بعد المسح الذي قام به محمد علي باشا باسم «المحروقة» ضمن قرى مديرية الشرقية، ثم تغير اسمها إلى السعيدية بطلب من أهلها سنة 1350هـ/1931م.